# The Light Shines Only There
The Light Shines Only There (そこのみにて光輝く Soko nomi nite hikari kagayaku) è un film del 2014 diretto da Mipo O.
Il soggetto è basato sull'omonimo romanzo di Yasushi Satō.

## Trama
In una città portuale giapponese, Tatsuo Sato passa i suoi giorni vagando senza una meta, mentre la notte si ubriaca o gioca d'azzardo. Una notte, mentre si trova in un locale a giocare a panchiko, Tatsuo fa la conoscenza di Takuji Ohshiro, un giovane allegro e spensierato che impulsivamente lo invita a casa sua, nei sobborghi della città. Tatsuo si troverà così dinanzi una triste realtà familiare: il padre di Takuji è costretto a letto, mentre la madre è una donna molto rude. La sorella più grande di Takuji, Chinatsu Ohshiro è invece una ragazza malinconica e depressa. Sebbene vi sia subito una forte attrazione tra Tatsuo e Chinatsu, i due faticano a venirsi incontro: Tatsuo ha infatti un carattere chiuso e schivo, mentre Chinatsu appare disillusa dalla vita e passa il suo tempo dedicandosi alla famiglia. Takuji inoltre è molto morboso nei confronti della sorella ed impedisce di fatto a quest'ultima e a Tatsuo di ritagliarsi un qualsivoglia momento di intimità. Tatsuo e Chinatsu provano più volte a dare una svolta agli eventi, ma una concatenazione di eventi ostacola i loro progetti.

## Accoglienza
Il film è stato selezionato per essere inserito nell'elenco dei film da proporre alla nomination degli Oscar del 2015 per la categoria Miglior film straniero, ma non è rientrato nel quintetto finale. A livello internazionale il film ha comunque ottenuto un buon successo di critica e di pubblico, in particolare in Gran Bretagna e in Canada, dove ha ottenuto alcuni riconoscimenti importanti. In Giappone il film ha invece vinto il premio come miglior film allo Yokohama Film Festival ed è stato votato come film n. 1 del 2015 dalla rivista cinematografica Kinema Jumpo.

### Critica
The Hollywood Reporter ha valutato in maniera estremamente positiva il film, elogiando in particolare il lavoro del regista, dei due attori protagonisti, dello sceneggiatore e del direttore della fotografia, mettendo in rilievo che "il talentuoso regista Mipo O si è immerso in uno studio approfondito di tre personaggi che cadono violentemente verso il baratro".
Il film ha ottenuto il premio per il miglior film internazionale nel festival cinematografico britannico Raindance Film Festival. Prima della premiazione, la critica Becca Spackman, della Critics Associated aveva messo in rilievo che il film "è un'esplorazione nell'umanità e nelle sue dipendenze, venata dal dolore e dalla perdita. Questo film giapponese avrà una grande risonanza e un grande successo di critica e di pubblico".

## Riconoscimenti
2014
- Montreal World Film Festival - Miglior Regista a Mipo O
- Raindance Film Festival - Miglior film internazionale
- Tama Cinema Forum - Miglior attrice a Chizuru Ikewaki e Miglior attore esordiente a Masaki Suda

2015
- Kinema Junpo - Film #1 del 2015
- Yokohama Film Festival
  - Miglior film
  - Miglior attore protagonista a Gō Ayano
  - Miglior Regista a Mipo O
  - Miglior Sceneggiatura a Ryō Takada
  - Migliore Fotografia a Ryūto Kondō